# Lycium hirsutum
Lycium hirsutum ist eine Pflanzenart aus der Gattung der Bocksdorne (Lycium) in der Familie der Nachtschattengewächse (Solanaceae).

## Beschreibung
Lycium hirsutum ist ein 1 bis 3 m hoher, weit ausgebreiteter Strauch. Seine Laubblätter sind wie auch die jungen Zweige behaart. Die Blätter werden 10 bis 28 mm lang und 4 bis 8 mm breit.
Die Blüten sind zwittrig und fünfzählig. Der Kelch ist trichterförmig und dicht mit borstigen Trichomen besetzt. Die Kelchröhre ist 3 bis 5 mm lang, die Kelchzipfel erreichen eine Länge von 4 bis 6 mm. Die Krone ist halbkugelförmig und gespreizt, sie ist cremeweiß bis schmutzigweiß gefärbt, gelegentlich ist die Aderung purpurn. Die Kronröhre wird 14 bis 20 mm lang und ist mit 2 bis 3 mm langen Kronlappen besetzt. Die Staubfäden sind halbkreisförmig behaart.
Die Frucht ist eine kugelförmige bis eiförmige, rote Beere, die eine Länge von 5 bis 6 mm und eine Breite von 4 bis 5 mm erreicht.

## Vorkommen
Die Art ist auf dem Afrikanischen Kontinent verbreitet und kommt dort in Südafrika in den Provinzen Ostkap, Nordkap, Freistaat und Nordwest, sowie in Botswana und im südlichen Namibia vor.

## Systematik
Innerhalb der Bocksdorne (Lycium) wird die Art nach phylogenetischen Untersuchungen in eine Klade mit anderen altweltlichen Arten der Gattung gruppiert. Innerhalb dieser Klade ist die Art nahe verwandt mit den Arten Lycium acutifolium, Lycium eenii, Lycium shawii, Lycium schweinfurthii, Lycium bosciifolium und Lycium villosum.

## Belege
- J.S. Miller und R.A. Levin: Lycium hirsutum. In: Project Lycieae
- Rachel A. Levin et al.: Evolutionary Relationships in Tribe Lycieae (Solanaceae). In: D.M. Spooner, L. Bohs, J. Giovannoni, R.G. Olmstead und D. Shibata (Hrsg.): Solanaceae VI: Genomics meets biodiversity. Proceedings of the Sixth International Solanaceae Conference, ISHS Acta Horticulturae 745, Juni 2007. ISBN 978-90-6605-427-1. S. 225–239.